# Liste des élections générales yukonnaises
Cet article présente un sommaire des résultats des élections générales qui se sont déroulées dans le territoire canadien du Yukon. Les députés sont élus à l'organe législatif monocaméral du territoire, l'Assemblée législative du Yukon.

## 1900 à 1978
Il n'y avait pas de partis politiques dans le Yukon avant 1978 ; toutefois, des élections s'y déroulaient quand même.
| - Élection générale yukonnaise de 1900 - Élection générale yukonnaise de 1903 - Élection générale yukonnaise de 1905 - Élection générale yukonnaise de 1907 - Élection générale yukonnaise de 1909 - Élection générale yukonnaise de 1912 - Élection générale yukonnaise de 1915 - Élection générale yukonnaise de 1917 - Élection générale yukonnaise de 1920 | - Élection générale yukonnaise de 1922 - Élection générale yukonnaise de 1925 - Élection générale yukonnaise de 1928 - Élection générale yukonnaise de 1931 - Élection générale yukonnaise de 1934 - Élection générale yukonnaise de 1937 - Élection générale yukonnaise de 1940 - Élection générale yukonnaise de 1944 - Élection générale yukonnaise de 1947 | - Élection générale yukonnaise de 1949 - Élection générale yukonnaise de 1952 - Élection générale yukonnaise de 1955 - Élection générale yukonnaise de 1958 - Élection générale yukonnaise de 1961 - Élection générale yukonnaise de 1964 - Élection générale yukonnaise de 1967 - Élection générale yukonnaise de 1970 - Élection générale yukonnaise de 1974 |

## 1978 à 1999
| Parti        | Parti                              | 1978   | 1978     | 1982   | 1982     | 1985   | 1985     | 1989   | 1989     | 1992   | 1992     | 1996   | 1996     |
| ------------ | ---------------------------------- | ------ | -------- | ------ | -------- | ------ | -------- | ------ | -------- | ------ | -------- | ------ | -------- |
| Parti        | Parti                              | Sièges | Voix (%) | Sièges | Voix (%) | Sièges | Voix (%) | Sièges | Voix (%) | Sièges | Voix (%) | Sièges | Voix (%) |
|              | Prog.-conservateur/Parti du Yukon1 | 11     | 37,1     | 10     | 46,9     | 6      | 46,9     | 7      | 43,9     | 7      | 35,9     | 3      | 30,1     |
|              | NPD                                | 1      | 20,3     | 6      | 35,4     | 8      | 41,1     | 9      | 45,0     | 6      | 35,1     | 11     | 39,9     |
|              | Libéral                            | 2      | 26,0     | -      | 15,0     | 2      | 7,6      | -      | 11,1     | 1      | 16,1     | 3      | 24,1     |
|              | Indépendant                        | 2      | 16,6     | -      | 3,8      | -      | 4,4      | -      | -        | 3      | 12,9     | -      | 5,9      |
| Total sièges | Total sièges                       | 16     | 16       | 16     | 16       | 16     | 16       | 16     | 16       | 17     | 17       | 17     | 17       |

1 Le Parti progressiste-conservateur du Yukon est devenue le Parti du Yukon avant l'élection de 1992.

## Depuis 2000
| Parti        | Parti          | 2000   | 2000     | 2002   | 2002     | 2006   | 2006     | 2011   | 2011     | 2016   | 2016     | 2021   | 2021     |
| ------------ | -------------- | ------ | -------- | ------ | -------- | ------ | -------- | ------ | -------- | ------ | -------- | ------ | -------- |
| Parti        | Parti          | Sièges | Voix (%) | Sièges | Voix (%) | Sièges | Voix (%) | Sièges | Voix (%) | Sièges | Voix (%) | Sièges | Voix (%) |
|              | Parti du Yukon | 1      | 24,3     | 12     | 40,3     | 10     | 40,6     | 11     | 40,53    | 6      | 33,38    | 8      | 39,32    |
|              | Libéral        | 10     | 42,9     | 1      | 29,0     | 5      | 34,7     | 2      | 25,16    | 11     | 39,41    | 8      | 32,37    |
|              | NPD            | 6      | 32,8     | 5      | 26,9     | 3      | 23,6     | 6      | 32,63    | 2      | 26,23    | 3      | 28,17    |
| Total sièges | Total sièges   | 17     | 17       | 18     | 18       | 18     | 18       | 19     | 19       | 19     | 19       | 19     | 19       |